# Trigonopeplus binominis
Trigonopeplus binominis är en skalbaggsart som beskrevs av Louis Alexandre Auguste Chevrolat 1861. Trigonopeplus binominis ingår i släktet Trigonopeplus och familjen långhorningar. Inga underarter finns listade i Catalogue of Life.